# Now the People

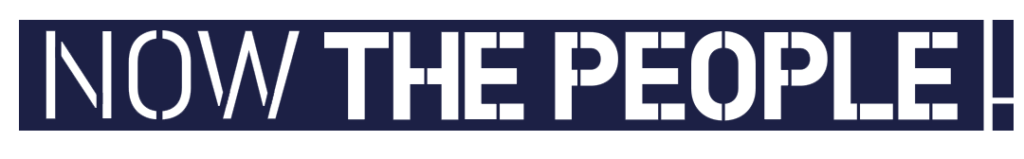
Logo des Bündnisses

Now the people (französisch: Maintenant le Peuple, zu deutsch etwa: Jetzt das Volk) ist eine Allianz linker bzw. linkspopulistischer Parteien und Bewegungen. Sie wurde zur Europawahl 2019 gegründet.

## Geschichte

### Europawahl 2019
Die Gründung von Now the People ging auf Jean-Luc Mélenchon von der französischen Bewegung La France insoumise zurück. Zusammen mit Pablo Iglesias Turrión (Podemos) und Catarina Martins (Bloco de Esquerda) veröffentlichte Mélenchon im April 2018 die Erklärung von Lissabon. In dieser forderten sie eine „demokratische Revolution in Europa“ und den Austritt aus den EU-Verträgen. Erweitert um drei skandinavischen Parteien wurde die Allianz im Juni 2018 gegründet.
Bei der Europawahl 2019 konnte La France insoumise das Ergebnis der Front de gauche halten, obwohl die Parti communiste français – die 2014 Teil der FdG war – separat angetreten war. In Spanien konnte Unidos Podemos – das Wahlbündnis von Podemos und dem Europäische Linke-Mitglied Izquierda Unida – einen Sitz hinzugewinnen. Der Bloco de Esquerda konnte seinen Stimmenanteil mehr als verdoppeln und erhielt dadurch ein zweites Mandat. Die Enhedslisten zog bei ihrem ersten Antreten erstmals ins Europaparlament ein, während die Folkebevægelsen mod EU, welche die Enhedslisten früher unterstützt hatte, erstmals keinen Abgeordneten stellen kann. Das finnische Linksbündnis verlor leicht, konnte sein Mandat aber halten. Die Vänsterpartiet gewann leicht hinzu und konnte damit ihr Mandat verteidigen.
Die 14 Abgeordneten der Allianz schlossen sich der Konföderalen Fraktion der Vereinten Europäischen Linken/Nordische Grüne Linke an, die sich später in Fraktion Die Linke umbenannte.

### Europawahl 2024
Am 17. November 2023 trafen sich die sechs beteiligen Parteien in Paris, um Now the People neu zu beleben. Bei einem weiteren Treffen am 16. Februar 2024 in Kopenhagen verabschiedete die um zwei Parteien erweiterte Allianz (Die Linke und Sinistra Italiana) ein Zehn-Punkte-Programm für ein „grünes linkes Europa“. Anwesend waren Vertreter weiterer linker Parteien: Dei Lenk (Luxemburg) und EH Bildu (Baskenland) unterschrieben dabei das Manifest. Anwesend waren Esquerra Republicana (Katalonien), Bloque Nacionalista Galego (Galicien), Sinn Féin (Irland), Razem (Polen), Mozemo (Kroatien), Nea Aristera (Griechenland) und Budoucnoct (Tschechische Republik).
Bei der Wahl konnten die Mitgliedsparteien sich von 19 auf 24 Mandate verbessern. Im August 2024 gründeten die ursprünglichen Mitgliedsparteien zusammen mit Razem eine neue europäische politische Partei namens European Left Alliance for the People and the Planet.

## Mitgliedsparteien
| Staat       | Partei                       | MdEP | Mitglied seit |
| ----------- | ---------------------------- | ---- | ------------- |
| Frankreich  | La France insoumise          | 9    | April 2018    |
| Spanien     | Podemos                      | 2    | April 2018    |
| Portugal    | Bloco de Esquerda            | 1    | April 2018    |
| Dänemark    | Enhedslisten – de rød-grønne | 1    | Juni 2018     |
| Schweden    | Vänsterpartiet               | 2    | Juni 2018     |
| Finnland    | Linksbündnis                 | 3    | Juni 2018     |
| Deutschland | Die Linke                    | 3    | Februar 2024  |
| Italien     | Sinistra Italiana            | 3    | Februar 2024  |